# غريغ بيترسون (لاعب كرة قدم كندية)
غريغ بيترسون هو لاعب كرة قدم كندية كندي، ولد في 18 فبراير 1960 في كالغاري في كندا.